# 일본만화가협회
일본 만화가 협회(일본어: 日本漫画家協会 니혼만가카교카이[*])는 1964년에 설립된 사단 법법이다. 1985년 9월 7일에 문부성 (현 문부과학성)에서 사단 법인으로 승인되었다. 2012년 기준으로 이사장은 지바 데쓰야이다.

## 소재
- 도쿄도 신주쿠구 가타 정 3

## 역대 이사장
- 곤도 히데조 (1964년 12월 - 1976년 5월)
- 스기우라 유키오 (1976년 5월 - 1981년 5월)
- 가토 요시로 (1981년 6월 - 1992년 6월)
- 고지마 고오 (1992년 6월 - 2000년 5월)
- 야나세 다카시 (2000년 5월 - 2012년 7월)
- 지바 데쓰야 (2012년 7월 - 현재)

## 같이 보기
- 일본 만화가 협회상